# Johan Diepstraten
Johannes Josephus Maria (Johan) Diepstraten (Breda, 30 maart 1951 – aldaar, 13 september 1999) was een Nederlandse schrijver van spannende kinderboeken.

## Opleiding en werk
Diepstraten studeerde Nederlands in Amsterdam en werkte vervolgens als redacteur bij het literaire tijdschrift Bzzlletin, nam interviews af in het radioprogramma Het zout in de pap en schreef tv-kritieken en boekrecensies in BN/DeStem. Daarnaast was hij meer dan twintig jaar leraar Nederlands aan de NHTV (Nationale Hogeschool voor Toerisme en Verkeer) in Breda.
Zijn eerste kinderboek schreef hij samen met Sjoerd Kuyper.

## Uitspraak
"Als kinderboekenschrijver moet je de geschiedenis niet versimpelen, maar wel makkelijker te begrijpen maken. Bovendien moet het boek spannend zijn."